# Medicina a l'antiga Roma
La medicina a l'antiga Roma combinava diverses tècniques utilitzant diferents eines. Hi va haver una forta influència grega en la medicina romana, amb metges grecs incloent Dioscòrides Pedaci i Galè que treballaren i escrigueren sobre medicina a l'Imperi Romà, amb el coneixement de centenars d'herbes medicinals i altres.
L'antiga medicina romana antiga es divideix en especialitats com ara oftalmologia i urologia. Es duien a terme una gran varietat de procediments quirúrgics utilitzant molts instruments diferents, incloent fòrceps, bisturís i catèters.

## Introducció

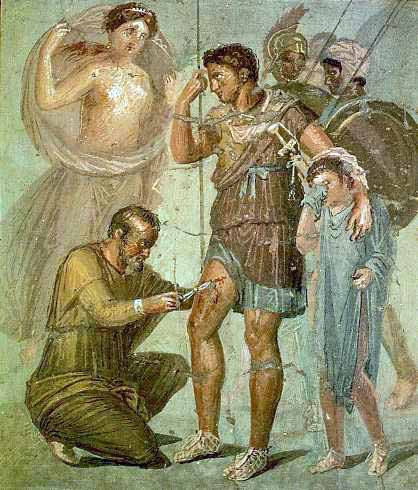
Soldat romà traient una fletxa de la cama d'un company de milícia amb un parell de pinces

L'Imperi Romà fou una combinació complexa i vigorosa dels elements culturals grecs i romans forjats al llarg de segles de guerra. Posteriorment, diversos autors llatins, en particular Cató i Plini cregueren en un tipus concret romà de curació basat en herbes, cants, oracions i encanteris de fàcil accés a qualsevol cap de família. No va ser sinó fins a l'establiment i desenvolupament de contactes militars i polítics amb Grècia que la medicina grega va fer la seva entrada a Itàlia. No obstant això, no va ser sinó fins a la introducció del déu sanador Asclepi el 291 aC i de l'arribada del metge grec Arcàgat el 219 aC que la medicina forana fou públicament acceptada.
Deixant de banda algunes de les implicacions més àmplies de la influència grega en la societat romana, l'efecte de la medicina grega, l'etnografia i la meteorologia fou particularment pertinent en dos camps: l'arquitectura i la cura de la salut. Això va ser particularment important des del punt de vista de l'exèrcit romà. Dins de l'àmbit dels militars romans, hi va haver molts avenços mèdics. Es va establir un corpus mèdic,es van fixar metges permanents, es va establir el valetudinarium (hospitals militars), i en temps de Cèsar, es van crear els primers vestigis de l'atenció sistemàtica dels ferits; també és important tenir en compte que la varietat i la naturalesa dels instruments quirúrgics descoberts en restes romanes indiquen un bon coneixement de la cirurgia.

## Influències gregues a la medicina romana
La medicina romana estigué molt influenciada per la tradició mèdica grega. Igual que els metges grecs, els metges romans es basaven en observacions naturalistes per curar els malalts en lloc de rituals espirituals, però això no implica una absència de creença espiritual. Les fams tràgiques i les plagues se solen atribuir al càstig diví i es creia que l'apaivagament a les deïtats a través de rituals alleujava aquest tipus d'esdeveniments. El miasma es percep com la causa de moltes malalties, ja sigui causades per la fam, les guerres, o la pesta. El concepte de contagi va ser formulat, i va resultant en pràctiques de quarantena i sanejament millorades.
Un dels primers metges prominents per aparèixer en l'antiga Roma fou Galè. Es va convertir en un expert en l'anatomia humana a partir de la dissecció d'animals, incloent micos a Grècia. A causa de la seva importància i experiència en l'antiga Roma, Galè es va convertir en el metge personal de l'emperador Marc Aureli.

Els romans també van conquistar la ciutat d'Alexandria, que era famosa per les seves àmplies biblioteques i avançades universitats. En l'antiguitat, Alexandria va ser un important centre per a l'aprenentatge, i la seva Gran Biblioteca contenia incomptables volums de l'antiga informació mèdica grega.Els antics romans van adoptar moltes de les pràctiques i procediments que van trobar a la Gran Biblioteca en les seves pràctiques mèdiques.

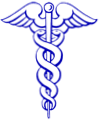
El caduceu és un bastó alat amb dues serps enroscades al voltant d'ell

A més, els símbols i els déus grecs van influir en gran manera l'antiga medicina romana. El caduceu, a la foto a la dreta, es va associar inicialment amb el déu grec Hermes. Hermes era el déu grec del comerç. Portava un bastó embolicat amb dues serps, conegut com el caduceu. Aquest símbol més tard va arribar a ser associat amb el déu romà Mercuri, sota l'Imperi Romà. Més tard, durant el segle setè, el caduceu va arribar a ser associat amb la salut i la medicina causa de la seva associació amb l'Azoth, el "solvent universal" alquímic.

## Alguns metges
Molts metges romans provenien de Grècia i creien fermament l'assoliment d'un equilibri adequat dels quatre humors i restaurar la calor natural dels pacients.

### Asclepíades
Asclepíades Bitini fou un metge, físic i filòsof grec nascut a Prusa, Bitinia vers el 124 aC que, després d'haver exercit a Grècia, va arribar a Roma, on va fundar una escola privada (l'anomenada escola grega metòdica) i va obtenir-hi un gran èxit.

### Dioscòrides Pedaci
Dioscòrides Pedaci (al voltant de l'any 40-90 dC), fou un botànic grec, farmacòleg i metge que va exercir a Roma durant el regnat de Neró. Es va convertir en un metge famós de l'exèrcit romà. Dioscòrides va escriure una enciclopèdia de 5 volums - De Materia Medica - on s'enumeren més de 600 remeis a base d'herbes, que formaren una influent i duradora farmacopea. De Materia Medicafou utilitzat abastament pels metges durant els següents 1500 anys.

### Sorà
Sorà fou un metge grec, nascut a Efes, que va viure durant els regnats de Trajà i Hadrià (98-138 CE). D'acord amb la Suides, va exercir a Alexandria i després a Roma. Fou el principal representant de l'escola metòdica dels metges. El seu tractat,Ginecologia, s'ha conservat (foupublicat per primera vegada el 1838, i després per V. Rose, el 1882, amb una traducció al llatí del segle sisè per Musci, un metge de la mateixa escola).

### Galè
Galè (129 CE) –ca. 200 o 216 CE) de Pèrgam fou un prominent metge grec, les teories del qual dominaren la medicina occidental ben bé durant més d'un mil·lenni. A l'edat de 20, havia treballat durant quatre anys al temple local com a therapeutes ("auxiliar" o "associat"), del déu Asclepi. Tot i que Galè estudia el cos humà, la dissecció de cadàvers humans estava en contra del dret romà, així que en comptes d'això va usar porcs, micos, i altres animals.
Galè es va traslladar a Roma en 162. Allí es va dedicar a fer classes, va escriure extensament, i va realitzar exhibicions públiques dels seus coneixements anatòmics. Aviat es va guanyar una reputació com un metge experimentat, amb la qual cosa va atraure a la seva consulta un gran nombre de clients. Entre ells hi havia el cònsol Flavi Boet, que el va introduir a la cort imperial, on es va convertir en un metge de l'emperador Marc Aureli.
Tot i ser un membre de la cort, Galè suposadament rebutjava el llatí, i preferia parlar i escriure en el seu grec natal, una llengua d'altra banda bastant popular a Roma. Continuaria tractant celebritats romanes, com ara Luci Aureli Ver, Còmode i Septimi Sever. No obstant això, al 166, Galè va tornar de nou a Pèrgam, on va viure fins que va tornar a Roma per bé el 169.
Galè era seguidor de la teoria d'Hipòcrates dels quatre humors i creia que la salut depenia de l'equilibri entre els quatre fluids principals del cos (sang, bilis groga, bilis negra i flegma). Es creia que el menjar era l'objecte inicial que permetia l'estabilització d'aquests humors. Per contra, les drogues, sangries, cauteri i la cirurgia eren dràstiques i només eren utilitzades quan la dieta ja no podia ajudar
La supervivència i la modificació de la medicina hipocràtica s'atribueix a Galè. Galè escriu que un metge "ha de ser hàbil en el raonament sobre els problemes que se li presenten, ha de comprendre la naturalesa i funció del cos dins del món mèdic i ha de" temperància pràctica i menysprear tots els diners". El metge ideals tracta igual els pobres i l'elit bastant i és un estudiós de tot el que afecta la salut. Galè sovint fa referència a Hipòcrates en tots els seus escrits, i esmenta la literatura hipocràtica com a base per a la conducta del metge i tractaments. Els escrits de Galè van sobreviure més que d'altres escrits de medicina a l'antiguitat.

## Hospitals

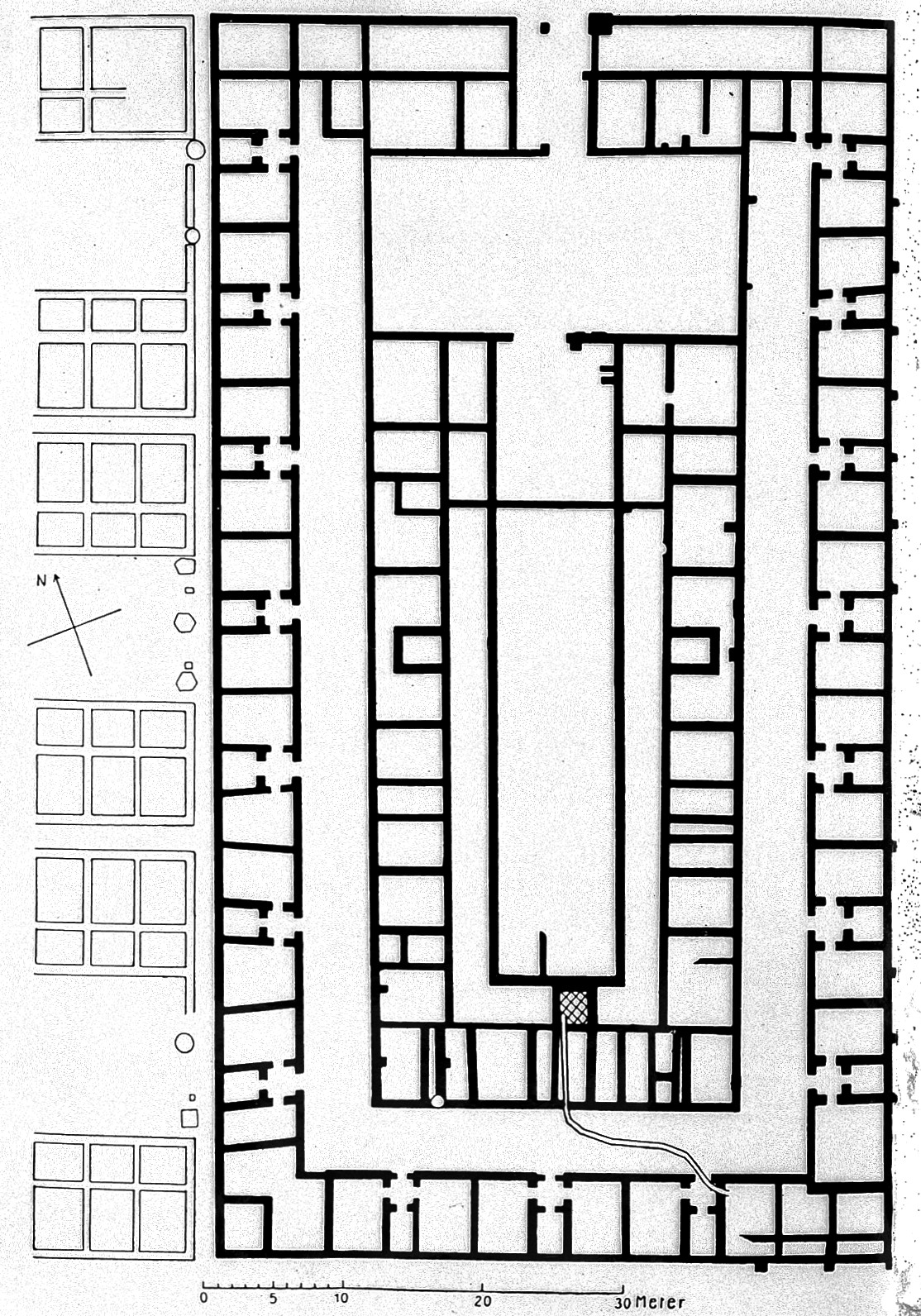
Pla d'un Valetudinarium, prop de Dusseldorf, Alemanya. Finals del segle I

El sistema mèdic romà va preveure la creació dels primers hospitals. A diferència dels hospitals moderns, els hospitals romans estaven reservades per als esclaus i soldats. Els metges estaven assignats per seguir exèrcits o naus, i atendre els erits. L'atenció mèdica per als pobres era gairebé inexistent, la qual cosa comportava que els pobres havien de recórrer a l'ajuda espiritual.
Els primers hospitals coneguts de l'antic Imperi Romà van ser construïts durant el primer i segon segle després de Crist
 sota el regnat de l'emperador Trajà. L'expansió de l'exèrcit més enllà de la península Itàlica va significar que els ferits ja no es podien confiar a la cura d'habitatges particulars.Va ser per aquesta raó que es va establir el valetudinarium.
El valetudinarium es coneix com a hospital de campanya i va començar com un petit grup de tendes de campanya i fortaleses dedicades als soldats ferits. Amb el temps, els forts temporals es van convertir en instal·lacions permanents. Tot i que els hospitals originals van ser construïts al llarg de les principals vies, ben aviat es van convertir en part de l'arquitectura romana de forts, en general es van col·locar prop dels murs exteriors en una zona tranquil·la de la fortificació

### Arquitectura
Un valetudinarium estàndard s'estructura en un edifici de planta rectangular, consta de quatre ales que estaven connectades per un vestíbul d'entrada que podria ser reconvertit al servei d'un centre de triatge. Cada hospital de legió va ser construït per donar cabuda al 6-10 per cent de les legions de 5.000 homes. L'edifici també inclou un gran saló, sala de recepció, dispensari, cuina, cambra de servei, rentat i latrines.

## Instruments quirúrgics

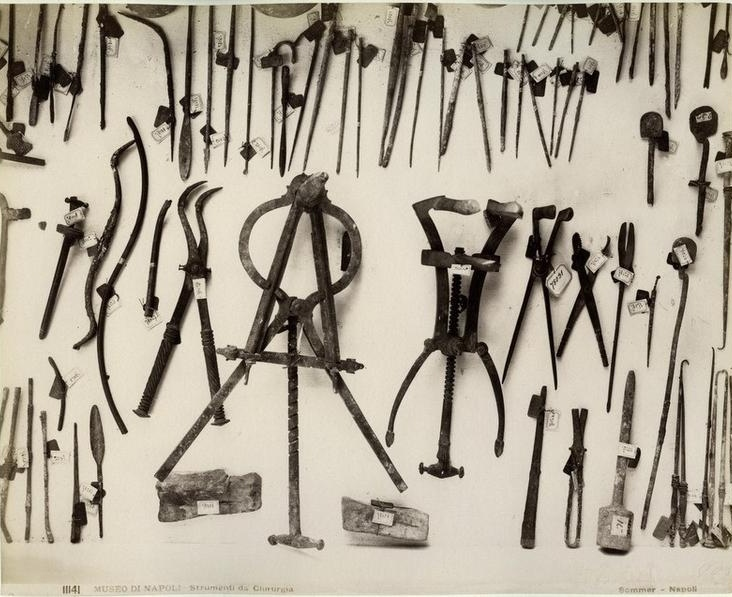
Instruments quirúrgics romans trobats a Pompeia.

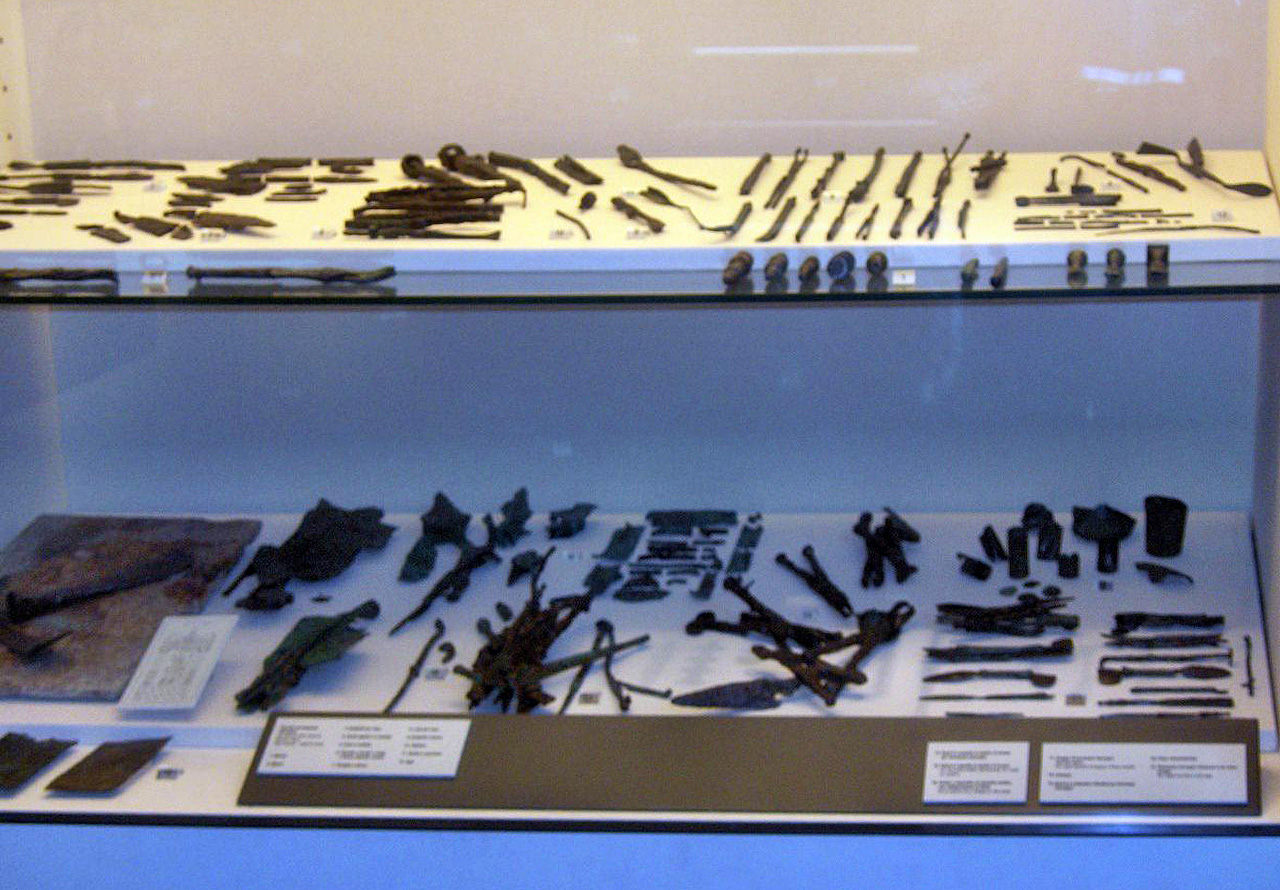
Instruments quirúrgics romans; de la "Casa del Cirurgià" a Ariminum (Rimini, Itàlia).

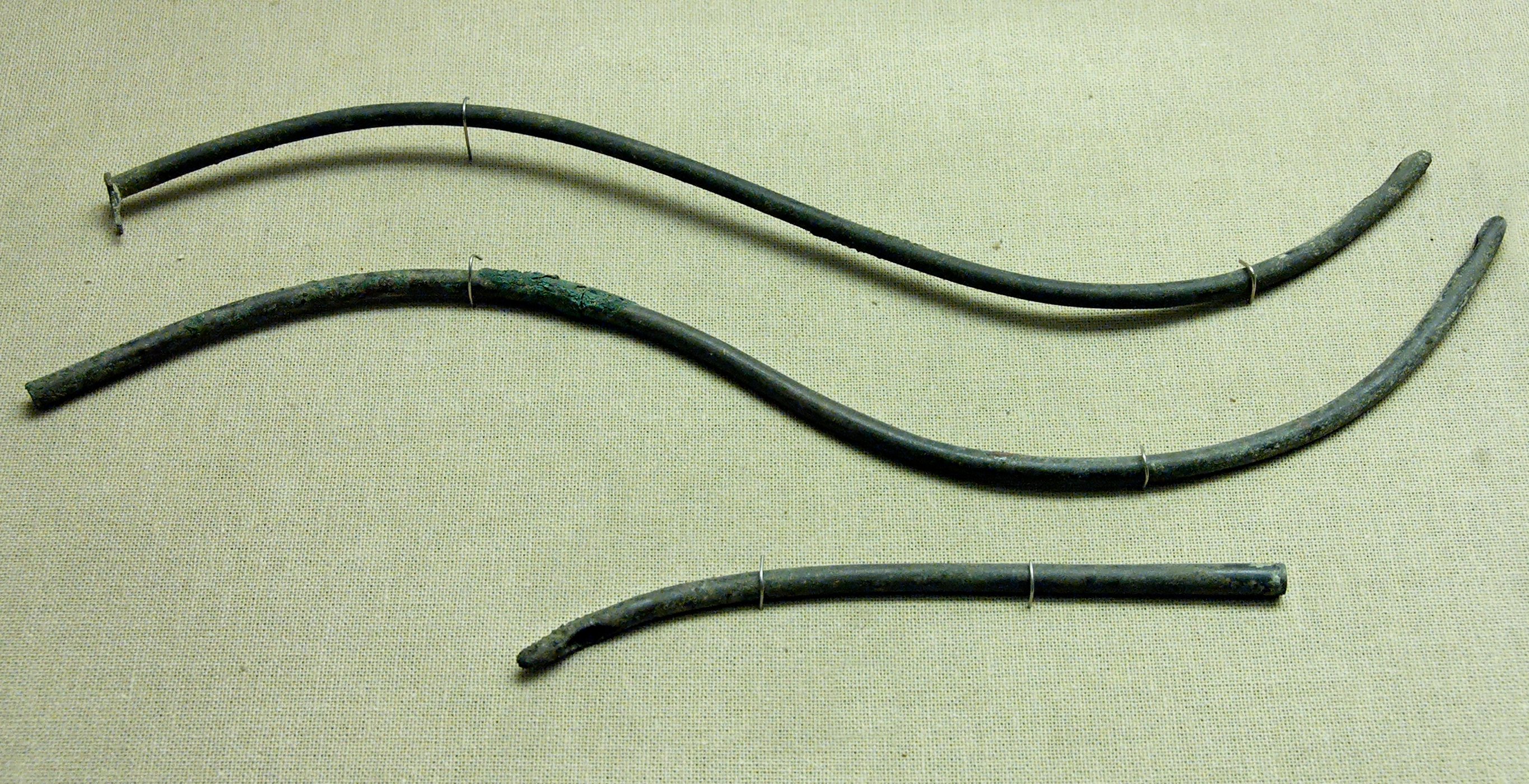
Antics catèters romans de bronze

Es coneixen diversos instruments quirúrgics per l'arqueologia i la literatura mèdica romana, incloent, per exemple:
Bisturís o escalpelsPodien ser d'acer o bronze. Els escalpels antics tenien gairebé la mateixa forma i funcionen com els d'avui. El tipus més comú de bisturís en l'antiguitat eren els escalpels d'acer més llargs. Aquests llargs escalpels podrien ser utilitzats per fer una varietat d'incisions, però sembla que són particularment adequats per a talls profunds o llargs. Els més petites, escalpels de bronze, coneguts com a escalpels panxuts, també van ser utilitzats amb freqüència pels cirurgians en l'antiguitat, ja que la seva forma permetia fer incisions delicades i precises.
Ganxos obstètricsInstrument comú utilitzat regularment pels metges romans i grecs. Els antics metges utilitzen dos tipus bàsics de ganxos: ganxos afilats i ganxos roms. Els ganxos roms s'utilitzaven principalment com a sondes per a la dissecció i per elevar els vasos sanguinis. Els ganxos afilats, d'altra banda, s'utilitzaven per sostenir i aixecar petits trossos de teixit de manera que poguessin ser extrets, i per retreure les vores de les ferides.
Trepants d'osGuiats en el moviment de rotació per mitjà d'una corretja en diverses configuracions. Els metges romans i grecs utilitzaven trepants d'os per tal d'eliminar el teixit d'os malalt del crani i per treure objectes estranys (com una arma) d'un os.
Fòrceps d'osS'utilitzaven fòrceps per extreure petits fragments d'os que no podien agafar-se amb els dits.
Catèters masculinsS'utilitzen per a obrir un tracte urinari bloquejat, la qual cosa permet que l'orina passi lliurement des del cos a l'exterior. Els primers catèters eren tubs buits d'acer o bronze, i tenien dos dissenys bàsics. Hi havia catèters amb una lleu corba en S per als pacients de sexe masculí i una recta per a les dones. Hi havia dispositius conformats similars anomenats sons de la bufeta que es van utilitzar per sondar la bufeta a la recerca de calcificacions.
Fòrceps d'úvula (trituració)Aquests fòrceps finament dentats van ser dissenyats per facilitar l'amputació de l'úvula. Consistia a esclafar l'úvula amb pinces abans de tallar-la amb la finalitat de reduir el sagnat.
Espèculs vaginalsFiguren entre els instruments més complexos utilitzats pels metges romans i grecs. La majoria dels espèculs vaginals que han sobreviscut i s'han descobert consisteixen en un dispositiu de cargol que, quan es gira, obliga una barra transversal a empènyer les fulles cap a l'exterior.
EspàtulaAquest instrument era utilitzat per barrejar i aplicar diversos ungüents per als pacients.
Serra quirúrgicaAquest instrument era utilitzat per tallar ossos en les amputacions i cirurgies.

## Medicines

### Dieta
La dieta era vista com a essencial per a una vida saludable. El menjar es percep que té un efecte curatiu o un causal efecte sobre la malaltia determinada pel seu impacte en els humors. El poder dels aliments i la dieta donava a una persona el control de com vivien la seva vida. L'alimentació i dieta també posen èmfasi en la prevenció de la malaltia en lloc de fer-ne un tractament. La moderació dels aliments era la clau per a una vida sana i va donar lloc a les filosofies d'alimentació saludables. Quan la dieta ja no promou la salut, es buscava l'ajut de les drogues, la flebotomia, el cauteri, o la cirurgia. El fet que les persones tinguessin el control de les seves vides, la gestió de les seves pròpies dietes mèdiques preventives, i la llibertat de buscar els metges indica que es valorava l'autonomia del pacient.

### Herbari i altres medicaments
Els metges romans usaven una àmplia gamma de medicaments a base d'herbes i altres. Els seus noms antics, sovint es deriven del grec, i no necessàriament corresponen a les espècies modernes individuals, fins i tot si aquests tenen els mateixos noms. Els medicaments coneguts inclouen:
| Substància probable | Nom llatí/grec | Indicació i efectes | Autoritat   |
| ------------------- | -------------- | --- | ----------- |
| Fonoll              | Ippomarathron  | Cura el dolor en orinar; expulsa el flux menstrual; deté la descàrrega de l'intestí; pfa sortir la llet materna; trenca els càlculs renals i urinaris          | Dioscòrides |
| Ruibarbre           | Ra             | Per a la flatulència, convulsions, trastorns interns (estómac, melsa, fetge, ronyons, úter, peritoneu), la ciàtica, l'asma, el raquitisme, la disenteria, etc. | Dioscòrides |
| Genciana            | Gentiane       | Escalfament (febre), astringent; per a les mossegades verinoses, trastorns del fetge; indueix l'avortament; tracta úlceres profundes, inflamació dels ulls     | Dioscòrides |
| Aristolòquia        | Aristolochia   | Tòxic; assisteix en el part | Dioscòrides |
| Regalèssia          | Glukoriza      | Calma l'estómac; trastorns en el pit, fetge, ronyó i bufeta | Dioscòrides |
| Àloe                | Aloe           | Cura les ferides (aplicat en sec); elimina els furóncols; purgant; tracta l'alopècia                                                                           | Dioscòrides |

Les estàtues i santuaris curatius eren llocs d'oració i sacrifici tant per als pobres com per a l'elit, i eren comuns en tot l'Imperi Romà. La reverència pels santuaris i estàtues enfilava persones que buscaven la curació, l'orientació i les alternatives als ineficaços metges i medicaments humans.

## Transmissió textual

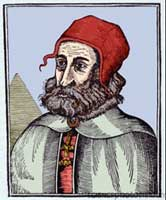
Galè, un destacat antic metge romà d'origen grec

Els textos mèdics galènics encarnen la tradició mèdica escrita durant l'antiguitat clàssica. Poca paraula escrita va sobreviure abans d'aquesta època. El volum de les obres escrites per Galè, però, s'acosta a prop de 350. Les seves obres supervivent depassen de llarg qualsevol altre escriptor de l'època. Abans de Galè, gran part de la referència mèdica van sobreviure a través del boca a boca. La tradició de la transmissió i la traducció es va originar amb De Materia Medica, una antiga enciclopèdia escrita per Dioscòrides Pedaci entre el 50 dC i el 70 dC. El mateix Dioscòrides Pedaci era un metge romà d'origen grec. Els manuscrits classificats i s'il·lustren més de mil substàncies i els seus usos. De Materia Medica influencià els coneixements mèdics durant segles a causa de la seva difusió i la traducció al grec, àrab i llatí. Galè va escriure en grec, però van sobreviure també traduccions en àrab i siríac. Feia referència i desafiava les obres escrites pels metges i autors hipocràtics, el que va donar una idea d'altres filosofies mèdiques populars. Heròfil, conegut pels seus textos sobre anatomia mitjançant la dissecció, i Erasístrat, també conegut per l'anatomia i la fisiologia, van sobreviure a través de les referències galèniques. Galè també referència a les obres escrites del metge metòdic Sorà, conegut pel seu tractat de quatre llibres relatiu a la ginecologia. La seva síntesi de filosofies mèdiques anteriors i una àmplia gamma de temes va produir el llegat textual Galè va deixar la seva empremta en la comunitat mèdica durant els següents mil cinc-cents anys.